# Pierre Espanol
Pierre Espanol, né le 13 janvier 1963 à Toulouse, est un footballeur français des années 1980. Il réalise l'essentiel de sa carrière de joueur sous les couleurs du Toulouse Football Club, club où il évolue entre 1982 et 1988. Par la suite, il exerce différentes fonctions dans des clubs professionnels, comme éducateur auprès des jeunes footballeurs, mais aussi entraîneur adjoint et recruteur.

## Biographie
Né le 13 janvier 1963 à Toulouse, Pierre Espanol est formé au Toulouse Fontaines Club. En 1982, il rejoint le grand club local, le Toulouse Football Club, dont il intègre d'abord l'équipe réserve. Une année plus tard, il passe professionnel avec le club toulousain, et fait ses débuts en Division 1 lors de la saison 1982-1983. Resté au Toulouse FC jusqu'en 1988, il dispute plus de 80 matchs professionnels, et participe à deux reprises à la Coupe UEFA en 1986-1987 et 1987-1988.
Quittant Toulouse en 1988, Pierre Espanol termine sa carrière de joueur professionnel par deux saisons au SC Toulon et au FC Gueugnon, avec lequel il évolue en Division 2. Se sentant à l'aise auprès des jeunes footballeurs, il intègre ensuite le centre de préformation de Castelmaurou en 1995, et y travaille durant cinq ans. Toutefois, en 2000, il quitte de nouveau la région toulousaine pour rejoindre le Paris Saint-Germain en qualité d'adjoint de Philippe Bergeroo, l'un de ses anciens coéquipiers à Toulouse. Il y est notamment chargé de superviser les adversaires du club parisien,. Alors que Bergeroo devient entraîneur du Stade rennais durant quelques mois en 2002, Pierre Espanol le suit, toujours en qualité d'adjoint. En février 2002, après deux semaines de stage au CTNFS de Clairefontaine, il est diplômé du brevet d'État d'éducateur sportif 2e degré (BEES 2).
En 2003, il devient l'adjoint de Dominique Bijotat à l'AC Ajaccio, et le suit deux ans plus tard lorsque ce dernier devient l'entraîneur du FC Sochaux-Montbéliard, jusqu'en 2006. Enfin, il intègre l'encadrement des Girondins de Bordeaux, exerçant des fonctions d'éducateur auprès des jeunes du centre de formation, et de recruteur. Le 14 mars 2016, à la suite du départ de Willy Sagnol du poste d'entraîneur des Girondins de Bordeaux, il est promu au poste d'adjoint d'Ulrich Ramé auprès de l'effectif professionnel, conjointement avec Éric Bédouet, Franck Mantaux et Mathieu Chalmé.

## Statistiques
Le tableau suivant récapitule les statistiques de Pierre Espanol durant sa carrière professionnelle.
| Saison                | Club                  | Championnat           | Championnat | Championnat | Coupe(s) nationale(s) | Coupe(s) nationale(s) | Compétition(s) continentale(s) | Compétition(s) continentale(s) | Compétition(s) continentale(s) | Total | Total |
| Saison                | Club                  | Division              | M.          | B.          | M.                    | B.                    | Comp.                          | M.                             | B.                             | M.    | B.    |
| 1983-1984             | Toulouse FC           | D1                    | 2           | 0           | 0                     | 0                     | -                              | -                              | -                              | 2     | 0     |
| 1984-1985             | Toulouse FC           | D1                    | 16          | 2           | 8                     | 0                     | -                              | -                              | -                              | 24    | 2     |
| 1985-1986             | Toulouse FC           | D1                    | 19          | 0           | 1                     | 0                     | -                              | -                              | -                              | 20    | 0     |
| 1986-1987             | Toulouse FC           | D1                    | 21          | 0           | 3                     | 0                     | C3                             | 4                              | 0                              | 28    | 0     |
| 1987-1988             | Toulouse FC           | D1                    | 7           | 0           | 2                     | 0                     | C3                             | 2                              | 0                              | 11    | 0     |
| 1988-1989             | SC Toulon             | D1                    | 17          | 0           | 0                     | 0                     | -                              | -                              | -                              | 17    | 0     |
| 1989-1990             | FC Gueugnon           | D2                    | 1           | 0           | 0                     | 0                     | -                              | -                              | -                              | 1     | 0     |
| Total sur la carrière | Total sur la carrière | Total sur la carrière | 83          | 2           | 14                    | 0                     | -                              | 6                              | 0                              | 103   | 2     |